# صالح بن علي المحيا
الفريق أول ركن متقاعد صالح بن علي بن محمد المحيا جنرال سعودي متقاعد يحمل رتبة فريق أول ركن أعلى رتبة عسكرية بالمملكة العربية السعودية والتي تعادل مدنيا مرتبة وزير، ولد بمدينة الرس في سنة 1359 هـ، يرجع نسبه إلى قبيلة بني صخر الطائية [بحاجة لمصدر]
رئيس هيئة الأركان العامة بوزارة الدفاع والطيران (وزارة الدفاع حاليا) بالمملكة العربية السعودية سابقا في عهد فهد بن عبد العزيز آل سعود آل سعود والملك عبد الله بن عبد العزيز آل سعود آل سعود، حتى أعفي من منصبه وأحيل إلى التقاعد بأمر ملكي بتاريخ 17/6/1432هـ الموافق20مايو للعام 2011م.

## التعليم والمؤهلات العلمية والدورات المتقدمة
1- الثانوية العامة، الفرع الأدبي، 1391 ـ 1392.
2- بكالوريس في العلوم العسكرية، من كلية الملك عبد العزيز الحربية، 28/11/1377 هـ.
- دورة أركان صواريخ، من الولايات المتحدة الأمريكية، 5/12/1389 هـ.

```
*ماجستير في العلوم العسكرية، من كلية القيادة والأركان للقوات المسلحة، 27/11/1392 هـ.
```

- ماجستير أركان حرب عليا، ودورة استخبارات عسكرية، من الصين، 26/9/1395 هـ.
- شهادة من كلية الحرب الجوية، من الولايات المتحدة الأمريكية، 21/7/1398 هـ.
- دورة مدفعية ميدان متقدمة، من الولايات المتحدة الأمريكية، 16/5/1985م.
- ماجستير في العلوم العسكرية من كلية القيادة والأركان، من بريطانيا، 6/11/1972م.
- دورة الدفاع الجوي، من بريطانيا، 5/4/1387 هـ.
- دورة صيانة صواريخ، عام 1969م.

## المناصب التي تقلدها
تقلد عدد من المناصب ولكن أبرز المناصب القيادية التي شغلها:
```
1. قائد جناح الإشارة، في مدرسة المدفعية، 1/4/1382 هـ.
```

2. قائد جناح الصواريخ، في مدرسة الدفاع الجوي الملكي السعودي، 1/4/1389 هـ.
3. ركن عمليات قيادة قوات الدفاع الجوي الملكي السعودي، 1/5/1392 هـ.
4. قائد مدرسة قوات الدفاع الجوي الملكي السعودي، 1/10/1395 هـ.
5. مدير مكتب رئيس هيئة الأركان العامة، 15/6/1399 هـ.
6. مدير عام إدارة التخطيط والميزانية بوزراة الدفاع والطيران، 1/3/1402 هـ.
7. قائد المنطقة الشرقية برتبة لواء ركن، 1/8/1409 هـ.
8. قائد القوات البرية الملكية السعودية برتبة فريق ركن، 16/4/1412 هـ.
9. رئيس هيئة الأركان العامة برتبة فريق أول ركن، 13/5/1417 هـ.
حتى إعفاءه من منصبه وإحالته على التقاعد عام 2011 ضمن حزمة أوامر ملكية أصدرها العاهل السعودي الملك عبد الله بن عبد العزيز آل سعود آل سعود وبذلك يكون الجنرال صاحب أطول فترة في منصب رئيس هيئة الأركان العامة بالمملكة العربية السعودية.

## الأعمال البارزة والاوسمة والانواط
الاشراف المباشر والميداني وتنفيذ الخطط والاوامر فيما يخص القوات المتواجدة بالمنطقة الشرقية ابان حرب الخليج الثانية. حصل علي عدد من الانواط والاوسمة منها:
1. أوسمة ونياشين وميداليات السعودية، من الدرجة الثانية.
2. ميدالية التقدير العسكري، من الدرجة الأولى.
3. وسام الملك فيصل، من الدرجة الثانية.
4. وسام من دولة النيجر.
5. وسام من درجة ضابط كبير من (الجمهورية الفرنسية).
6. الوسام العلوي، من درجة ضابط كبير من (المملكة المغربية).
7. نوط المعركة.
8. ميدالية تحرير الكويت.
9. نوط تحرير الكويت.
10. نَوْط القيادة.
11. نَوْط الإدارة العسكرية.
12. وسام الاستحقاق، من درجة قائد من (الولايات المتحدة الأمريكية).
13. نَوْط الأمن.
14. نَوْط الإتقان.

## التقاعد والإعفاء من المنصب
أحيل الفريق أول ركن صالح بن علي بن محمد المحيا رئيس هيئة الأركان العامة إلى التقاعد بأمر ملكي في السبت 18 جمادى الآخرة 1432هـ . 